# Martina Cavallero
Martina Cavallero (Morón, 7 maggio 1990) è una hockeista su prato argentina.

## Palmarès

### Olimpiadi
- 1 medaglia:
  - 1 argento (Londra 2012)

### Mondiali
- 1 medaglia:
  - 1 bronzo (L'Aia 2014)

### World League
- 1 medaglia:
  - 1 oro (Rosario 2014-2015)

### Champions Trophy
- 3 medaglie:
  - 3 ori (Rosario 2012; Mendoza 2014; Londra 2016)

### Giochi panamericani
- 1 medaglia:
  - 1 argento (Toronto 2015)

### Coppa panamericana
- 2 medaglie:
  - 2 ori (Mendoza 2013; Lancaster 2017)